# حديقة لاهيما الوطنية
حديقة لاهيما الوطنية (Lahemaa rahvuspark)، تقع في شمال إستونيا على بعد 70 كيلومترا شرق العاصمة تالين. أنشئت منذ عام 1971، وتغطي أكثر من 72500 هكتار (من بينها 25090 هكتارا بحريا).